# Missin' Pieces
Missin' Pieces är det tredje albumet av hårdrocksbandet Mindless Sinner. När albumet ursprungligen kom ut hette gruppen dock bara Mindless. Den gavs ut på LP 1989 och återutgavs på en dubbel-CD med extramaterial 2003. Låten "Heaven Will Know" släpptes även som EP.

## Låtlista
1. Heaven Will Know (4:05)
2. Rockin' In The Heat Of The Night (4:36)
3. A Dream Of A Dream (5:04)
4. Hold On (3:16)
5. Run Away (4:21)
6. Missin' Pieces (4:02)
7. Caught Up In The Action (3:05)
8. Reflections Of Fantasia (5:36)
9. Stranger (2:49)
10. End Of The Road (3:14)

### På återutgåvan
1. Heaven Will Know (4:05)
2. Rockin' In The Heat Of The Night (4:36)
3. A Dream Of A Dream (5:04)
4. Hold On (3:16)
5. Run Away (4:21)
6. Missin' Pieces (4:02)
7. Caught Up In The Action (3:05)
8. Reflections Of Fantasia (5:36)
9. Stranger (2:49)
10. End Of The Road (3:14)
11. A Dream Of A Dream (demo) (5:13)
12. Hold On (demo) (3:02)
13. Run Away (demo) (4:00)
14. Reflections Of Fantasia (demo) (5:33)
15. End Of The Road (demo) (4:49)
16. Missin' Pieces (live '87) (3:56)
17. Heaven Will Know (live '87) (4:36)
18. Rockin' In The Heat Of The Night (live '87) (4:10)
19. Caught Up In The Action (live '87) (3:17)
20. Love No Limit (demo) (3:33)
21. Head High Who's Shy (demo) (3:31)
22. Over The Edge (demo) (3:39)
23. Human Race Habit (demo) (3:11)
24. Life In A Legend (demo) (3:38)
25. Give A Little Heart And Soul (demo) (4:01)
26. If Every Eye Could See (demo) (3:35)
27. I Guess We Never Made (demo) (5:04)
28. Famous And Rich (demo) (3:07)
29. Reach Out (demo) (3:29)
30. Lack Of Image (demo) (3:11)
31. Living It Up (demo) (3:33)
32. Over The Edge (live '89) (3:27)
33. Life In A Legend (live '89) (3:47)
34. Reach Out (live '89) (3:16)
35. Famous And Rich (live '90) (3:06)
36. Give A Little Heart And Soul (live '90) (4:02)
37. End Of The Road (live '86) (4:34)
38. Heaven Will Know (live '89) (3:31)
39. I'm Gonna (Have Some Fun) (live '02) (3:34)
40. Rock And Roll Man (live '02) (4:36)

## Medverkande
- Sång: Christer Göransson
- Gitarr: Magnus Danneblad
- Gitarr: Jerker Edman
- Bas: Christer Carlson
- Trummor: Tommy Viktorsson